# Artiletra
Artiletra (portmanteau das expressões em português "arte e letra") é um jornal/revista literário bimestral de Cabo Verde.  Está localizado em Mindelo,  e foi fundado em 15 de abril de 1991.
Artiletra publica artigos, ensaios e ficção literária (inclundo poesia) de proeminentes escritores caboverdianos, cobrindo tópicos que incluem cultura caboverdiana, educação e ciências.
Em 15 de abril de 2001, o jornal celebrou seu décimo aniversário; em 15 de abril de 2016, o jornal celebrou seu vigésimo-quinto aniversário.

## Ver tambėm
- Jornais de Cabo Verde